# منزل عرب كلى

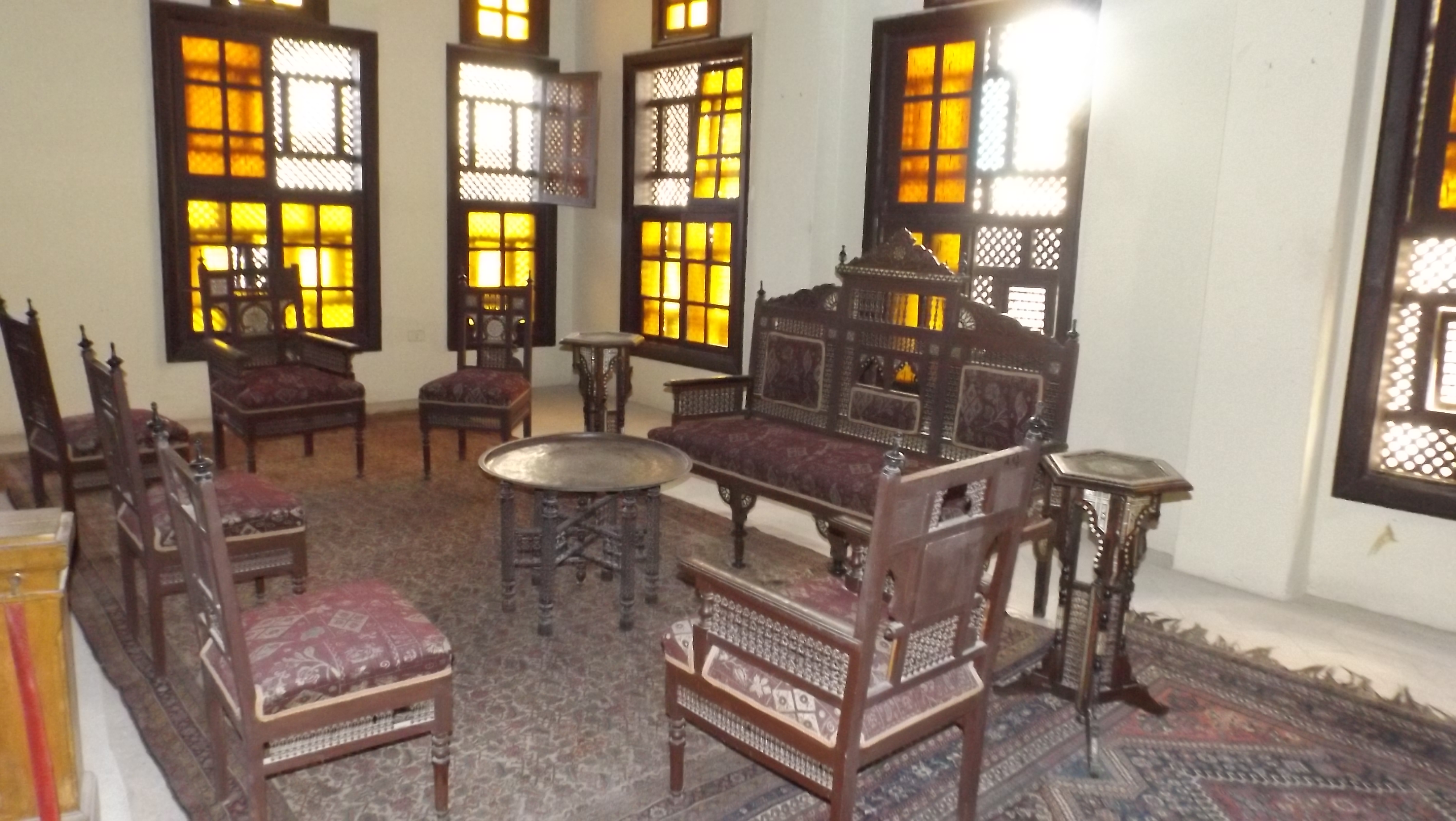
صورة من داخل متحف رشيد.

منزل عرب كلى أو منزل حسين بك عرب كلى أو متحف رشيد (النصف الأول من القرن 12 هـ / القرن 18م).

## الموقع
يطل المنزل بواجهة جانبية جنوبية على شارع الجيش، والواجهة الرئيسية الشرقية وتطل على شارع عرب كلى والواجهة الجانبية الغربية وتطل على شارع وكالة القنصل، أما الواجهة الخلفية الشمالية فتطل على شارع صغير يصل ما بين شارع عرب كلى ووكالة القنصل، وقد تفرد المنزل بواجهاته الأربعة عن منازل رشيد الأثرية القائمة إلى الآن.

## المنشئ
يعد هذا المنزل من أشهر منازل رشيد وقد عرف باسم منشئة «حسين عربكلى بك» حاكم محافظ رشيد.

## واجهات المنزل

### الواجهة الجنوبية
تحتوي هذه الواجهة على المدخل الرئيسى للمنزل الآن ويقع في الزاوية الجنوبية الشرقية وهو فتحة مستطيلة يغلق عليها باب خشبى من مصراع واحد وعلى يسار المدخل الرئيسى باب معقود من الطوب المنجور، وهذا المدخل خاص بالشادر. وأعلى المدخل ناحية الغرب منورين من المصبعات الحديدية، يعلو ذلك ماوردة الدور الأول ترتكز على عمود من الجرانيت وهى مزخرفة بأشكال بارزة نجمية وهندسية. بدءاً من الدور الأول علوى نلاحظ أن الواجهة مقسمة إلى قطاعات ثلاثة، قطاع شرقي وقطاع أوسط وآخر غربي.

#### القطاع الشرقي
- الدور الأول: يشغله شباكين من المصبعات الحديدية يغلق عليها ضلف زجاجية يعلوها منورين من الخرط يعلو ذلك الكوابيل الحاملة للدور الثانى علوى.

- الدور الثاني علوي: يفتح به شباكين من الخرط المعقلى وكل شباك يحتوي على خوخة من الخرط الميمونى الدقيق يعلوها منورين من الخرط.

- الدور الثالث علوي: يعلو ذلك مشربيتين مربعتين من الخرط المعقلى. يعلوهما منورين من الخرط يعلوهما الكوابيل الحاملة لدروة المنزل.

#### القطاع الأوسط
يمثل المناور الخاصة بالسلم الصاعد للأدوار العليا ويفتح بهذا القطاع ثلاثة مناور من الخرط أحدهم بالدور الأول واثنان بالثانى علوي.

#### القطاع الغربي
- الدور الأول علوي يفتح به شباك من المصبعات الحديدية يعلوه منور من الخرط.

- الدور الثانى علوي يشغله منور من الخرط.

### الواجهة الشرقية
تشتمل هذه الواجهة على مدخل تذكاري بارز على جانبيه مكسلتين ومعقود يغلق عليه باب خشبى ذو خوخة، ويعلو كتلة المدخل منورين من المصبعات الحديدية، وعلى يسار كتلة المدخل شباك من المصبعات الحديدية لاضاءة السلم الصاعد لأدوار المنزل العليا. كما يوجد على يمين كتلة المدخل مدخل صغير معقود يغلق عليه باب من مصراعين، وفي الجزء العلوى من الباب حشوات من الخرط المعقلى، ويعلو ذلك منور من المصبعات الحديدية، وهذا المدخل خاص بحجرة السبيل، وعلى يمين هذا المدخل يوجد شباك السبيل وهو من المصبعات الحديدية يعلوه منور من المصبعات الحديدية أيضاً. تنقسم هذه الواجهة إلى قطاعين ابتداءً من الدور الأول علوى يرتد أحدهما عن الآخر.

#### القطاع الشمالي
- الدور الأول علوى: يرتكز على ماوردة خشبية ويشتمل على ثلاث شبابيك من المصبعات الحديدية يعلوها ثلاثة مناور من المصبعات الحديدية بالإضافة إلى قاصف في الجهة الجنوبية. يعلو ذلك الكوابيل الحاملة للدور الثانى علوى.

- الدور الثانى علوي: يشتمل على ثلاثة شبابيك من الخرط المعقلى ويشتمل كل شباك على خوختين من الخرط الميمونى الدقيق يعلوه ثلاثة مناور من الخرط الصهريجى يلى ذلك الكوابيل الحاملة لدروة السطح.

#### القطاع الجنوبى من الواجهة الشرقية
- الدور الأول علوي: يحتوى على ثلاثة شبابيك من المصبعات الحديدية ويغلق عليها من الداخل ضلف زجاجية يعلوها ثلاث مناور صهريجية.

- الدور الثاني علوي: يشتمل على ثلاثة شبابيك من الخرط المعقلى أحدهم يشتمل على خوخة واحدة من الخرط الميمونى الدقيق ويشتمل الآخرين على خوختين من الخرط الميمونى الدقيق يعلوهما ثلاثة مناور من الخرط الصهريجى.

- الدور الأخير: يحتوى على مشربية مستطيلة من الخرط المعقلى على جانبيها شباكان من الخرط المعقلى يعلوها ثلاثة مناور صهريجية.

### الواجهة الشمالية
- الدور الأرضي: يحتوى على فتحة باب مستطيلة يغلق عليها باب خشبى من مصراع واحد يعلوه منورين من المصبعات الحديدية بالإضافة إلى خمسة مناور أخرى من المصبعات لإنارة الحواصل.

وتنقسم هذه الواجهة إلى ثلاثة قطاعات:
الدور الأول علوي في القطاع الغربي: يرتكز على ماوردة خشبية ويشتمل على شباكين من المصبعات الحديدية يعلو كل منهما منور بالإضافة إلى قاصف في الجهة الشرقية، يلي ذلك الكوابيل الحاملة للدور الثانى علوى.
- الدور الثاني علوي: يحتوي على شباكين من الخرط المعقلى بكل منهما خوختين من الخرط الميمونى الدقيق يعلو كل منهما منور من الخرط الصهريجى.

- القطاع الأوسط: يرتد هذا القطاع عن القطاع الغربى ويتوسطه نافذة توأمية من المصبعات الحديدية، والجزء المعقود من الخرط الصهريجى، ويتوسط النافذة عمود ذو تاج ناقوسى، ويزخرف كوشة العقد زخارف مشعة منفذة بالطوب المنجور.

الدور الثانى علوي: يشتمل على شباكين من الخرط المعقلى ويحتوى كل شباك على خوختين من الخرط الدقيق يعلو كل منهما منور من الخرط الصهريجى ويلى ذلك الكوابيل الخشبية الحاملة لدروة السطح.
- القطاع الشرقي: يرتكز على ماوردة خشبية ويشتمل على ثلاثة شبابيك من المصبعات الحديدية يغلق عليها من الداخل ضلف زجاجية يعلوها ثلاثة مناور من المصبعات الحديدية.

- الدور الثاني علوي: يشتمل على ثلاثة شبابيك من الخرط المعقلى أحدهم يشتمل على خوخة من الخرط الميمونى الدقيق والشباكان الآخران يحتوى كل منهما على خوخة من الخرط الميمونى.

### الواجهة الغربية
- الدور الأرضي: يشتمل على فتحة باب مستطيلة يغلق عليها ضلفة باب خشبية يعلوه منور من المصبعات الحديدية على جانبيها أربع مناور أخرى من المصبعات.

- الدور الأول علوي: أهم ما يميزة وجود نافذة توأمية من المصبعات الحديدية وعلى يمين هذه النافذة يوجد شباكين من المصبعات الحديدية يغلق عليها ضلف زجاجية يعلو كل منهما منور من المصبعات الحديدية، أما على يسار النافذة فيوجد ثلاث شبابيك من المصبعات يعلو كل منها منور من المصبعات الحديدية.

- الدور الثاني علوي: ينقسم إلى ثلاثة قطاعات: جنوبي وأوسط وشمالي.
- القطاع الجنوبي: يحتوى الدور الثانى على شباكين من الخرط المعقلى يعلو كل منهما منور من الخرط الصهريجى.

- القطاع الأوسط: يرتكز على كوابيل خشبية ويشتمل على شباك كبير من الخرط المعقلى بالإضافة إلى خوختين من الخرط الميمونى الدقيق بالإضافة لقاصفين بالجهتين الشمالية والجنوبية.

- القطاع الشمالي: يشتمل على ثلاثة شبابيك من الخرط المعقلى يعلو كل منهم منور من الخرط الصهريجى يلى ذلك الكوابيل الخشبية الحاملة للدروة الخاصة بالمنزل.

## العمارة الداخلية للمنزل

### الطابق الأرضي
يتم الدخول إليه من خلال المدخل الرئيسى البارز والقائم بالواجهة الرئيسية «الشرقية» والذي يؤدى إلى دركاة يوجد بحائطها الجنوبى مدخل يؤدى إلى سلم المنزل ويتم الدخول إليه أيضاً من الواجهة الجنوبية، كما يوجد بحائط الدركاة الشمالى مدخل يؤدى إلى مخزن المنزل المغطى بأقبية متقاطعة، يتم الدخول إلى المخزن أيضاً من الخارج من خلال مدخل قائم بالواجهة الشرقية، ويوجد بالزاوية الشمالية الشرقية حجرة السبيل، أما القطاع الأوسط فتشغله حواصل ذات أقبية متقاطعة ويتم الدخول إليه من خلال بابين أحدهما يقع بالواجهة الجنوبية والثانى بالواجهة الشمالية أما القطاع الغربى والثالث فتشغله حواصل ذات أقبية متقاطعة ويتم الدخول إليه عبر باب قائم بالواجهة الغربية.

### الطابقان الأول والثانى
يتطابق هذان الطابقان في تخطيطهما الداخلى والذي اعتمد على نظام الثلاثة قطاعات شغل أوسطها بالدرقاعة التي يتم الدخول إليها عبر السلم الواقع بجنوبها ويتصدرها إيوان يقع خلفه شباك مزدوج ينصفه عمود رخامى ومعقود من أعلى، وتنخفض أرضية الدرقاعة المبلطة بالحجر الكدان عن أرضية القطاعين الشمالى والغربى، ويتوسط أرضية درقاعة الطابق الثاني مربع مبلط ببلاطات رخامية على شكل معينات داخل المربع، وتلك الساحة تقع مباشرة اسفل فتحة سقف مثمنة الشكل (شخشيخة) تتوسط سقف درقاعة الطابق الثاني التي يحوطما حاجز خشبي يعلوه سقف على شكل منشور ثماني منتظم ويتصدر درقاعة الطابق الثاني إيوان يتصدر واجهته ثلاثة عقود خشبية، ويقع خلفه شباكان وتقع على يسار الداخل إلى الدرقاعة دكة خشبية صغيرة، هذا بالإضافة إلى وجود خرزة صهريح تقع بين الحجرة الرئيسية والخزانة الملحقة بها بالقطاع الشرقي. أما القطاع الشرقي بالطابقين الأول والثاني فيشغلة حجرتان يقع بينهما مجاز يتم الدخول عبرة إلى الحجرة القائمة بالزاوية الجنوبية الشرقية، ويشغل الحائط الغربي يتلك الحجرة دولاب الاغاني.
عن القطاع الغربي والثالث بكل طابق فيشغله بالطابق الأول بزاويته الجنوبية الغربية حمام ملحق به مرحاض يطل على الواجهة الجنوبية من خلال منور وذلك للتهوية والإنارة، وبالزواية الشمالية الغربية غرفة مطلة على الواجهتين الشمالية والغربية من خلال شباك مزدوج معقود من أعلى وينصفه عمود رخامي، وأما نفس القطاع بالطابق الثاني فيشغله بالزاوية الجنوبية الغربية مطبخ ومرحاض يقع بحائطه الشمالي تخانه لايقاد النار، وقدر للماء، ويجاوره باب معقود مؤدي إلى مجاز يؤدي إلى حجرة الحمام، وتقع به دكة خشبية للاستراحة خلفها شباك مشغول بالخرط وعليه ضلف زجاجية، ويقع بالزاوية الشمالية الغربية حجرة تتصل بالحمام من خلال باب خشبي معقود يؤدي إلى حجرة الحمام ودكة الاستراحة، أما سقف حجرة الاستحمام فهو مكون من مثمنات متداخلة يقع بمركز كل منها فتحات دائرية مغطاة بالزجاج الملون الذي يلقي الضوء الملون على أرضية الحمام ذات الرخام الأبيض.

### الطابق الثالث
يتم الصعود إلى هذا الطابق من خلال فتحة باب تقع بجنوب درقاعة الطابق الثاني تؤدي إلى السلم الصاعد إلى الحضير والذي يتكون من حجرة ومرحاض بالزاوية الجنوبية الشرقية بالإضافة إلى جزء مكشوف يحيط به ساتر وذلك الطابق يعد المقر الصيفي لقاطني المنزل.تتشابه العمارة الداخلية لمنزل عرب كلي في تخطيطها مع العمارة الداخلية لمنزل البقرولي ويتضح ذلك في وجود المخزن وحجرة السبيل بزاوية الطابق الأرضي بالإضافة إلى مدخل المخزن ذو الأشكال المتدرجة وذلك جميعه قائم بكلا المنزلين. كما أنه هناك تشابه كبير في تخطيط العمارة الداخلية لبقية طوابق المنزلين

## المتحف
تم اختيار منزل عرب كلى نظراً لكونه من أكبر المنازل الباقية بمدينة رشيد ولموقعه المتميز وقيمته الأثرية أن يكون متحفاً حربياً لمدينة رشيد تخليداً لذكرى انتصار المدينة الباسلة على حملة فريزر عام 1807م وتأخر دخول الإنجليز لمصر نظراً لمناعة هذه الجهة الغربية حتى عام 1882م. افتتح المتحف السيد الرئيس جمال عبد الناصر عام 1959م أثناء زيارته لمدينة رشيد خلال احتفالها بذكرى الانتصار. ويعتبر 19 سبتمبر من كل عام عيداً قرمياً لمحافظة البحيرة تخليداً لمناسبة الانتصار.
في عام 1985م تم تطوير المتحف وإثرائه بالمعروضات التي تعبر عن تاريخ مدينة رشيد، وأضيفت إليه الحديقة المقابلة للمنزل لتصبح حديقة متحفية للعرض المكشوف للقطع الأثرية المكتشفة بالمدينة. وقد قام الرئيس محمد حسني مبارك - بافتتاح المتحف وسُمًَى بمتحف رشيد الوطنى.
ضمن خطة المجلس الأعلى للآثار في تطوير المتاحف المصرية، فقد تم ترميم منزل عرب كلى ترميماً شاملاً وإعداد سيناريو عرض متحفى وإثرائه بالمعروضات الأثرية على مر العصور واللوحات الجدارية التي تمثل الحياة اليومية بالمدينة، وتم عرض هذه المعروضات بطوابق المنزل، وكذلك تطوير الحديقة المتحفية المقابلة للمتحف وإنشاء وحدات خدمية بها حتى يخلى مبنى المتحف من أي مكاتب إدارية، وتشمل قاعة للندوات، قاعة لكبار الزوار، إدارة للمتحف، قسم لترميم الآثار، ويعرض بالفناء الخارجي الغربي للمتحف سبيل بشباك نحاسى كنموذج للأسبلة الملحقة بالمنازل في العصر العثماني (سبيل جبري).